# Bogusław Malinowski
Bogusław Malinowski (* 22. März 1949 in Kattowitz) ist ein ehemaliger polnischer Eishockeyspieler. Er war während seiner Karriere für den Mannheimer ERC und den ERC Freiburg als Abwehrspieler aktiv. 

## Karriere
Malinowski spielte in der Eishockey-Bundesliga. Seinen größten Erfolg feierte er mit der Mannschaft des Mannheimer ERC. Im Jahr 1980 wurde er unter Trainer Heinz Weisenbach Deutscher Meister. Er selbst steuerte 16 Scorerpunkte zu dem Erfolg bei. Mit 16 Strafminuten erreichte er einen für einen Verteidiger sehr niedrigen Wert. Bis 1981 blieb er in Mannheim und wechselte danach für eine Saison zu der Mannschaft des ERC Freiburg wechselte. Danach beendete er seine Laufbahn.